# Comparsa de Almogávares

Los Almogávares son una de las catorce comparsas que participan en las Fiestas de Moros y Cristianos de la ciudad de Villena (España).

## Historia
Fue fundada en 1954 y es continuadora de la Comparsa de Romanos, desaparecida en 1948. Los Romanos fue una de las más antiguas comparsas villenenses, se conoce ya su participación en las fiestas de 1857. Apareció por influencia de la Semana Santa, y sus componentes seguramente serían los mismos que participaban en ella. A pesar de su antigüedad, nunca llegaron a ser demasiado numerosos y participaron en las Fiestas de Moros y Cristianos de forma intermitente, prueba de ello son los constantes cambios de ubicación en el orden de desfile (en Villena si una comparsa deja de participar un año pierde la posición). 
Finalmente, en el año 1948, la Comparsa de Romanos hizo su última aparición oficial con tan solo cuatro miembros y sin banda de música. Como hecho anecdótico cabe destacar que en el desfile de la Entrada de 1949 un único socio, Tomás Soriano, que no se resignaba a ver desaparecer su comparsa, ocupó el lugar que le correspondía en orden de desfile a Los Romanos e hizo el recorrido en solitario, arrancando los aplausos y la simpatía de los espectadores.
En 1953, la Comisión de Fiestas anuncia a los miembros de la Comparsa de Romanos que ya no podrán volver a participar en las Fiestas de Moros y Cristianos, al menos bajo esa denominación, ya que en aquella época la citada Comisión trataba de depurar los anacronismos en la fiesta. Ese mismo año un grupo de jóvenes, dispuestos a tomar el relevo de los desaparecidos Romanos, funda la Comparsa de Almogávares, inspirada en los temidos guerreros aragoneses del siglo XIII, en perfecta sincronía con los hechos históricos que conmemoran las Fiestas de Moros y Cristianos.
La nueva comparsa tuvo una gran acogida desde el mismo momento de su fundación y ya en su primer año vieron desbordadas sus previsiones. Hicieron su debut oficial el día 5 de septiembre de 1954 y apenas una década más tarde superaban los 170 socios salientes. 
A lo largo de su historia, la Comparsa de Almogávares, ha realizado diversos cambios en su indumentaria, siendo el último de ellos el de 1988, coincidiendo con la incorporación de la mujer en la Fiesta. Actualmente forman parte la comparsa algo más de 300 socios.

## Los Salvajes

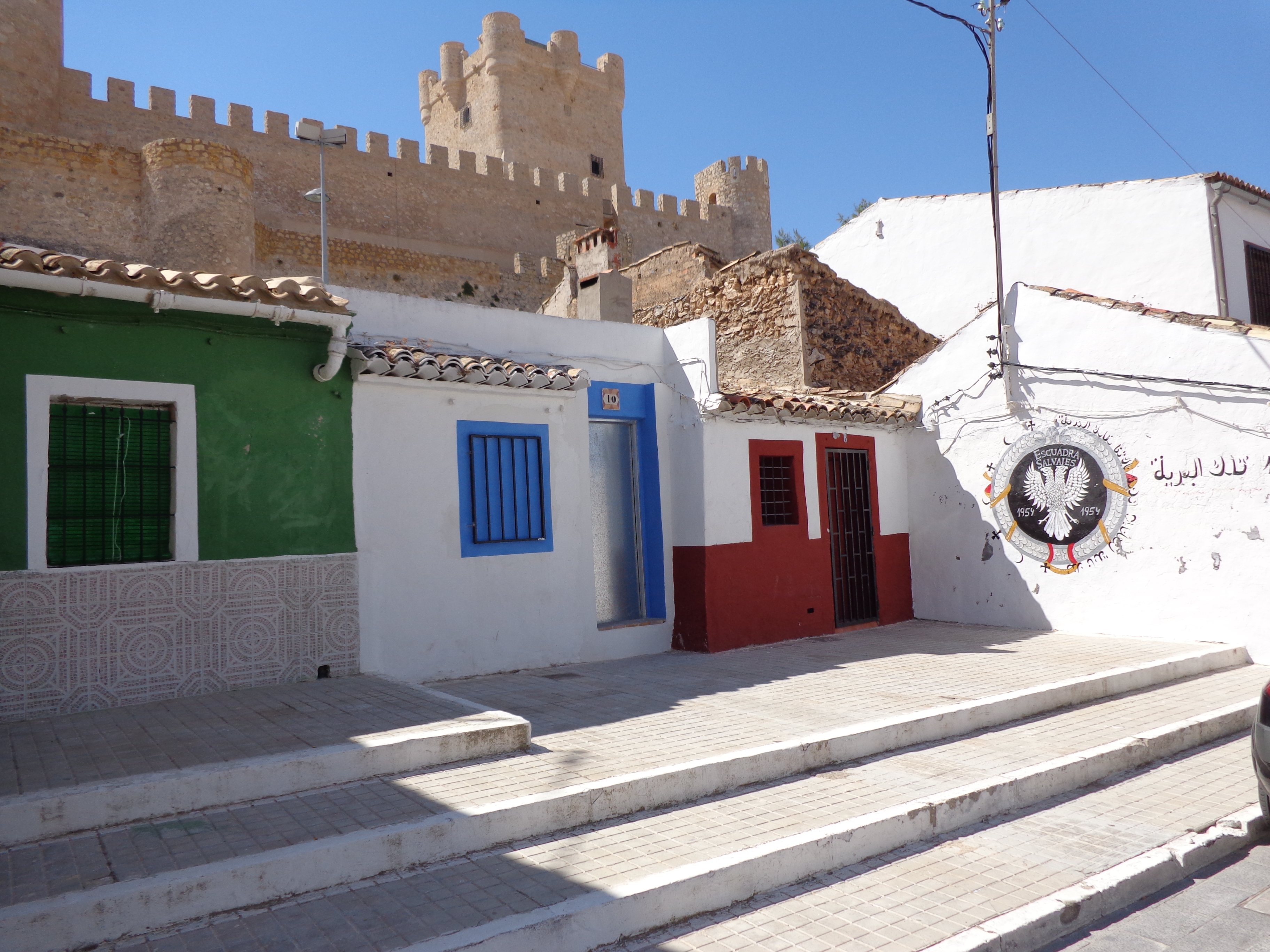
Local social de la escuadra de Salvajes.

Forman un grupo singular dentro de los Almogávares y su fundación es simultánea a la de la propia comparsa.  En 1954, la aparición de la nueva comparsa, tuvo más repercusión de la que los propios fundadores habían previsto. Estos habían encargado la confección de trece trajes “oficiales”, pero en agosto, tan solo un mes antes de la celebración de las fiestas, ya habían sobrepasado esa cifra de socios y no daba tiempo a confeccionar más. Se recurrió al alquiler de trajes de guerrero en la localidad de Alcoy y de esta manera nacía dentro de la propia Comparsa de Almogávares la escuadra de “Montañeses”.
Con su peculiar forma de marcar el paso durante los desfiles, levantando enérgicamente las rodillas, sus trajes de pieles y sus barbas y pelucas pronto se ganaron el apelativo de “Los Salvajes”, nombre que acabarían por adoptar oficialmente.
Actualmente siguen manteniendo intacta su estética y su característica forma de desfilar. Conforman uno de los grupos más singulares y reconocidos dentro de Moros y Cristianos de Villena.